# 岡の連接定理
数学における岡の連接定理（おかのれんせつていり、英: Oka coherence theorem）とは、岡潔（1950）によって証明された定理である。その定理によると、複素多様体上の正則函数の層は、連接である。